# Női röplabdatorna a 2013. évi nyári európai ifjúsági olimpiai fesztiválon
A 2013. évi nyári európai ifjúsági olimpiai fesztiválon a női röplabda mérkőzéseket július 15. és július 19. között rendezték Utrechtben.

## Érmesek
| A 2013. évi nyári európai ifjúsági olimpiai fesztivál érmesei női röplabdában | A 2013. évi nyári európai ifjúsági olimpiai fesztivál érmesei női röplabdában | A 2013. évi nyári európai ifjúsági olimpiai fesztivál érmesei női röplabdában | A 2013. évi nyári európai ifjúsági olimpiai fesztivál érmesei női röplabdában |
| --- | ----------------------------------------------------------------------------- | --- | ----------------------------------------------------------------------------- |
| Arany | Ezüst                                                                         | Bronz |                                                                               |
| Szlovénia · Eva Mori · Lana Ščuka · Maja Pahor · Ana Bernardi · Katja Mihalinec · Anita Sobočan · Nina Čuk · Ela Pintar · Tina Korošec · Nika Markovič · Saša Zdovc · Katja Mihevc | Szerbia ·                                                                     | Hollandia · Britt Bongaerts · Lynn Braakhuis · Maren Eppingbroek · Ilse Janssen · Marrit Jasper · Daphne Knijff · Juliet Lohuis · Nicole Oude Luttikhuis · Tessa Polder · Romee Polman · Janieke Popma · Demi Pot |                                                                               |

## Csoportkör

### A csoport
|               |      | Mérkőzések | Mérkőzések | Szettek | Szettek | Szettek | Pontok | Pontok | Pontok |
| Csapat        | Pont | Gy         | V          | Sz+     | Sz–     | SzA     | P+     | P–     | PA     |
| ------------- | ---- | ---------- | ---------- | ------- | ------- | ------- | ------ | ------ | ------ |
| Szerbia       | 7    | 2          | 1          | 8       | 3       | 2,66    | 261    | 210    | 1,24   |
| Hollandia     | 6    | 2          | 1          | 6       | 4       | 1,50    | 219    | 208    | 1,05   |
| Lengyelország | 4    | 2          | 1          | 6       | 7       | 0,57    | 250    | 286    | 0,87   |
| Görögország   | 1    | 0          | 3          | 3       | 9       | 0,22    | 234    | 260    | 0,9    |

| 2013. július 15. | Lengyelország        | 0–3 | Hollandia | Utrecht, Hollandia |
| 2013. július 15. | (19–25, 9–25, 23–25) |     |           | Utrecht, Hollandia |

| 2013. július 15. | Szerbia               | 3–0 | Görögország | Utrecht, Hollandia |
| 2013. július 15. | (25–13, 25–16, 25–23) |     |             | Utrecht, Hollandia |

| 2013. július 16. | Lengyelország                       | 3–2 | Szerbia | Utrecht, Hollandia |
| 2013. július 16. | (15–25, 20–25, 30–28, 25–23, 15–10) |     |         | Utrecht, Hollandia |

| 2013. július 16. | Görögország                 | 1–3 | Hollandia | Utrecht, Hollandia |
| 2013. július 16. | (25–14, 9–25, 24–26, 24–26) |     |           | Utrecht, Hollandia |

| 2013. július 17. | Görögország                        | 2–3 | Lengyelország | Utrecht, Hollandia |
| 2013. július 17. | (22–25, 25–15, 19–25, 25–14, 9–15) |     |               | Utrecht, Hollandia |

| 2013. július 17. | Hollandia             | 0–3 | Szerbia | Utrecht, Hollandia |
| 2013. július 17. | (15–25, 20–25, 18–25) |     |         | Utrecht, Hollandia |

### B csoport
|             |      | Mérkőzések | Mérkőzések | Szettek | Szettek | Szettek | Pontok | Pontok | Pontok |
| Csapat      | Pont | Gy         | V          | Sz+     | Sz–     | SzA     | P+     | P–     | PA     |
| ----------- | ---- | ---------- | ---------- | ------- | ------- | ------- | ------ | ------ | ------ |
| Szlovénia   | 7    | 3          | 0          | 9       | 5       | 1,80    | 306    | 279    | 1,09   |
| Németország | 5    | 1          | 2          | 7       | 6       | 1,16    | 261    | 248    | 1,05   |
| Olaszország | 4    | 1          | 2          | 5       | 7       | 0,71    | 227    | 266    | 0,85   |
| Törökország | 2    | 1          | 2          | 5       | 8       | 0,62    | 272    | 273    | 0,99   |

| 2013. július 15. | Olaszország           | 0–3 | Németország | Utrecht, Hollandia |
| 2013. július 15. | (15–25, 19–25, 11–25) |     |             | Utrecht, Hollandia |

| 2013. július 15. | Törökország                  | 1–3 | Szlovénia | Utrecht, Hollandia |
| 2013. július 15. | (19–25, 25–21, 23–25, 21–25) |     |           | Utrecht, Hollandia |

| 2013. július 16. | Olaszország                  | 3–1 | Törökország | Utrecht, Hollandia |
| 2013. július 16. | (25–17, 25–22, 13–25, 25–20) |     |             | Utrecht, Hollandia |

| 2013. július 16. | Szlovénia                           | 3–2 | Németország | Utrecht, Hollandia |
| 2013. július 16. | (25–20, 25–17, 20–25, 18–25, 15–10) |     |             | Utrecht, Hollandia |

| 2013. július 17. | Szlovénia                           | 3–2 | Olaszország | Utrecht, Hollandia |
| 2013. július 17. | (25–12, 25–21, 24–26, 18–25, 15–10) |     |             | Utrecht, Hollandia |

| 2013. július 17. | Németország                        | 2–3 | Törökország | Utrecht, Hollandia |
| 2013. július 17. | (25–19, 25–16, 15–25, 15–25, 9–15) |     |             | Utrecht, Hollandia |

## Az 5–8. helyért
| 2013. július 18. | Olaszország           | 3–0 | Görögország | Utrecht, Hollandia |
| 2013. július 18. | (25–20, 25–23, 25–18) |     |             | Utrecht, Hollandia |

| 2013. július 18. | Lengyelország         | 3–0 | Törökország | Utrecht, Hollandia |
| 2013. július 18. | (25–21, 25–19, 25–22) |     |             | Utrecht, Hollandia |

### A 7. helyért
| 2013. július 19. | Görögország                  | 1–3 | Törökország | Utrecht, Hollandia |
| 2013. július 19. | (22–25, 27–25, 19–25, 14–25) |     |             | Utrecht, Hollandia |

### Az 5. helyért
| 2013. július 19. | Olaszország                        | 3–2 | Lengyelország | Utrecht, Hollandia |
| 2013. július 19. | (25–20, 12–25, 25–22, 22–25, 15–9) |     |               | Utrecht, Hollandia |

## Elődöntők
| 2013. július 18. | Szlovénia             | 3–0 | Németország | Utrecht, Hollandia |
| 2013. július 18. | (25–23, 25–23, 25–18) |     |             | Utrecht, Hollandia |

| 2013. július 18. | Szerbia                      | 3–1 | Hollandia | Utrecht, Hollandia |
| 2013. július 18. | (21–25, 25–20, 25–18, 25–16) |     |           | Utrecht, Hollandia |

## Bronzmérkőzés
| 2013. július 19. | Németország           | 0–3 | Hollandia | Utrecht, Hollandia |
| 2013. július 19. | (21–25, 24–26, 16–25) |     |           | Utrecht, Hollandia |

## Döntő
| 2013. július 19. | Szlovénia                    | 3–1 | Szerbia | Utrecht, Hollandia |
| 2013. július 19. | (25–22, 25–12, 24–26, 35–33) |     |         | Utrecht, Hollandia |

## Végeredmény
| Arany | Szlovénia     | 15 | 5 | 0 | 490 | 436 | 1,12 | 15 | 6  | 2,5  |  |  |  |  |
| Ezüst | Szerbia       | 9  | 3 | 2 | 450 | 398 | 1,78 | 12 | 7  | 1,71 |  |  |  |  |
| Bronz | Hollandia     | 9  | 3 | 2 | 374 | 393 | 0,95 | 10 | 7  | 1,42 |  |  |  |  |
| 4.    | Németország   | 5  | 1 | 4 | 386 | 399 | 0,96 | 7  | 12 | 0,58 |  |  |  |  |
|       |               |    |   |   |     |     |      |    |    |      |  |  |  |  |
| 5.    | Olaszország   | 9  | 3 | 2 | 401 | 428 | 0,93 | 11 | 9  | 1,22 |  |  |  |  |
| 6.    | Lengyelország | 8  | 3 | 2 | 426 | 447 | 0,95 | 11 | 10 | 1,1  |  |  |  |  |
| 7.    | Törökország   | 5  | 2 | 3 | 434 | 430 | 1,00 | 8  | 12 | 0.66 |  |  |  |  |
| 8.    | Görögország   | 1  | 0 | 5 | 377 | 435 | 0,86 | 4  | 15 | 0,26 |  |  |  |  |